# Koloss
Koloss es el séptimo álbum de estudio de la banda sueca de heavy metal Meshuggah, publicado el 23 de marzo de 2012 en Alemania, el 26 de marzo en el resto de Europa y el 27 de marzo en Estados Unidos, a través del sello discográfico Nuclear Blast.

## Recepción
Koloss recibió, en general, críticas positivas. Kory Grow de Spin Magazine dijo que era "el primer contendiente serio a álbum del año del género".

## Lista de canciones
| N.º | Título                                          | Letras         | Música                      | Duración |  |
| 1.  | «I Am Colossus»                                 | Haake          | Hagström, Thordendal        | 4:43     |  |
| 2.  | «The Demon's Name Is Surveillance»              | Haake          | Thordendal                  | 4:41     |  |
| 3.  | «Do Not Look Down»                              | Haake          | Haake, Hagström, Thordendal | 4:44     |  |
| 4.  | «Behind the Sun»                                | Haake          | Kidman                      | 6:14     |  |
| 5.  | «The Hurt That Finds You First»                 | Hagström       | Hagström                    | 5:34     |  |
| 6.  | «Marrow»                                        | Haake          | Haake, Hagström, Thordendal | 5:37     |  |
| 7.  | «Break Those Bones Whose Sinews Gave It Motion» | Haake          | Hagström                    | 6:57     |  |
| 8.  | «Swarm»                                         | Haake          | Haake, Hagström, Thordendal | 5:28     |  |
| 9.  | «Demiurge»                                      | Hagström       | Hagström                    | 6:16     |  |
| 10. | «The Last Vigil»                                | (instrumental) | Hagström                    | 4:33     |  |

| Edición limitada DVD |                                                |          |  |
| N.º                  | Título                                         | Duración |  |
| 1.                   | «Konstrukting the Koloss» (Making of "Koloss") | 25:00    |  |
| 2.                   | «Meshuggah in India» (En directo en India)     | 26:25    |  |

### I Am Colossus EP
"I Am Colossus" se publicó como un EP con dos canciones.

| N.º | Título                                                | Duración |  |
| 1.  | «I Am Colossus»                                       | 4:43     |  |
| 2.  | «I Am Colossus» (Engine-EarZ y Foreign Beggars Remix) | 4:44     |  |

## Personal
- Jens Kidman – voz
- Fredrik Thordendal – guitarra líder
- Mårten Hagström – guitarra rítmica
- Dick Lövgren – bajo
- Tomas Haake – batería, voz
- Luminokaya – diseño